# Andreas Walzer
Andreas Walzer (Homburgo, 20 de mayo de 1970) es un deportista alemán que compitió en ciclismo en las modalidades de pista, especialista en la prueba de persecución por equipos, y ruta, perteneciendo al equipo Gerolsteiner entre los años 1999 y 2000.
Participó en los Juegos Olímpicos de Barcelona 1992, obteniendo una medalla de oro en la prueba de persecución por equipos (junto con Guido Fulst, Michael Glöckner, Jens Lehmann y Stefan Steinweg).
Ganó dos medallas en el Campeonato Mundial de Ciclismo en Pista, oro en 1991 y plata en 1990.
En carretera obtuvo una medalla de plata en el Campeonato Mundial de Ciclismo en Ruta de 1993, en la prueba de contrarreloj por equipos.
En 2001 puso fin a su carrera deportiva debido a problemas cardíacos. En 2008 se incorporó a la dirección técnica del FC Rheinland-Pfalz, equipo de fútbol amateur alemán de la región de Renania-Palatinado.

## Medallero internacional

### Ciclismo en pista
| Juegos Olímpicos   | Juegos Olímpicos     | Juegos Olímpicos | Juegos Olímpicos            |
| Año                | Lugar                | Medalla          | Competición                 |
| ------------------ | -------------------- | ---------------- | --------------------------- |
| 1992               | Barcelona (España)   | Medalla de oro   | Persecución por equipos     |
| Campeonato Mundial |                      |                  |                             |
| Año                | Lugar                | Medalla          | Competición                 |
| 1990               | Maebashi (Japón)     | Medalla de plata | Persecución por equipos (A) |
| 1991               | Stuttgart (Alemania) | Medalla de oro   | Persecución por equipos (A) |

1. ↑  Compitió en la ronda de clasificación.

### Ciclismo en ruta
| Campeonato Mundial | Campeonato Mundial | Campeonato Mundial | Campeonato Mundial       |
| Año                | Lugar              | Medalla            | Competición              |
| ------------------ | ------------------ | ------------------ | ------------------------ |
| 1993               | Oslo (Noruega)     | Medalla de plata   | Contrarreloj por equipos |

## Palmarés
1992
- Campeonato Olímpico de Persecución por Equipos (con Jens Lehmann, Michael Glöckner, Stefan Steinweg y Guido Fulst)

1993
- Tour de Sachsenring

1994
- Vuelta a Nuremberg

1997
- Campeonato de Alemania Contrarreloj
- 1 etapa del Tour de Langkawi
- 1 etapa del Tour de Hesse

1998
- OZ Wielerweekend, más 1 etapa
- 2.º en el Campeonato de Alemania Contrarreloj

1999
- Campeonato de Alemania Contrarreloj

2001
- 3.º en el Campeonato de Alemania Contrarreloj